# CM-332
La CM-332, también conocida como carretera de Ayora, es una carretera autonómica de la Red de Carreteras de Castilla-La Mancha (España) que transcurre entre Albacete y Ayora, en Valencia, donde enlaza con la N-330.
Es una carretera convencional de una sola calzada con un carril por sentido que atraviesa las localidades de Albacete, La Felipa, Casas de Juan Núñez, Alatoz, Carcelén y Ayora, en la Comunidad Valenciana, donde recibe la denominación de CV-440.